# Blížkovice
Blížkovice är en köping i Tjeckien.   Den ligger i regionen Södra Mähren, i den sydöstra delen av landet, 160 km sydost om huvudstaden Prag. Blížkovice ligger 402 meter över havet och antalet invånare är 1 235.
Terrängen runt Blížkovice är platt.Runt Blížkovice är det ganska glesbefolkat, med 32 invånare per kvadratkilometer. Närmaste större samhälle är Moravské Budějovice, 6,1 km norr om Blížkovice. Trakten runt Blížkovice består till största delen av jordbruksmark.